# Jean-Luc Jeener
Pour les articles homonymes, voir Jeener.
Jean-Luc Jeener est un auteur, metteur en scène, acteur et critique de théâtre français né le 5 mars 1949. Il dirige le théâtre du Nord-Ouest depuis 1997 et publie chaque semaine des critiques dans Le Figaro Magazine, Le Figaroscope et Valeurs actuelles.

## Biographie
Jean-Luc Jeener a toujours prôné un théâtre d'incarnation ; l'acteur devenant le personnage dans un grand souci de vérité psychologique. Licencié en théologie, il défend un théâtre chrétien. Il a été influencé par le prêtre dominicain Marie-Dominique Philippe, auteur de nombreux ouvrages de philosophie et de théologie (lus et reconnus par d'innombrables personnes, mais aussi accusé post-mortem d'abus sexuels) à propos duquel il déclarait en 2015, dans un livre d'entretiens publié par un ex-frère de la communauté Saint-Jean dont il est proche, Benoît-Emmanuel Peltereau-Villeneuve : « J’ai eu le bonheur particulier de rencontrer le Père Philippe deux ou
trois fois. ».
Âgé seulement de dix-huit ans, Jean-Luc Jeener fonde La Compagnie de l'Élan en 1968 au lycée Janson-de-Sailly à Paris en représentant le Dom Juan de Molière. Mais ce n'est qu'en 1976 que la troupe acquiert une existence officielle sous la co-direction de Jean-Luc Jeener et Éric Laborey. Elle se produit d'abord avec des moyens de fortune dans différents lieux parisiens (Conciergerie, théâtre Essaïon, etc.), alternant spectacles pour enfants et œuvres plus monumentales, comme L'An Mil (1980) à la Cité universitaire. Sont également représentées les premières pièces de Jean-Luc Jeener (Le Rachat, Histoire de Roi, Les Méfaits de Tchekhov) ainsi que les œuvres de dramaturges alors peu connus en France, dont Wole Soyinka (Le Sang fort en 1977  et  Les Gens des Marais en 1979), futur lauréat du prix Nobel de littérature. On trouve alors parmi les familiers de la compagnie, Yasmina Reza, Pascale Roze, Dominique Economidès et Élisabeth Tamaris.
Malgré la mort prématurée d'Éric Laborey en 1982, à l'âge de 32 ans, Jean-Luc Jeener poursuit l'aventure. En 1986, la Compagnie s'installe à la crypte Sainte-Agnès, sous l'église Saint-Eustache. En neuf ans, Jean-Luc Jeener y met en scène une dizaine de spectacles, le plus souvent des grandes œuvres du répertoire : Phèdre, Bérénice, Bajazet, Le Misanthrope, Tartuffe, Le Cid, Le Roi Lear, etc.
En juin 1997, il crée avec des amis comédiens le théâtre du Nord-Ouest qu'il dirige depuis lors.
Depuis son ouverture, le théâtre du Nord-Ouest a accueilli plus d'une centaine de créations, et Jean-Luc Jeener y a mis en scène lui-même une quarantaine d'auteurs. En alternance avec des saisons consacrées à des auteurs contemporains, le théâtre du Nord-Ouest propose des saisons consacrées à l'intégrale de l'œuvre de grands dramaturges comme Racine, Molière, Shakespeare, Victor Hugo, Henry de Montherlant ou August Strindberg.
Il publie en 2014 sa pièce controversée Pédophilie, dédiée à son ami Hubert (Bob) Morel, agresseur de Jacques Higelin quand il était enfant, incarcéré en 1996 dans le cadre d'un réseau de prostitution enfantine,,,. La pièce met en scène un ministre accusé de se livrer à des actes sexuels sur une fillette de 12 ans — fellation, cunnilingus, sodomie, usage d'un godemiché — décrits dans le texte de manière crue.
Il est au programme en mai 2025 du Festival Agapé, annulé deux jours avant sa tenue par l'État de Genève pour des motifs liés aux profils controversés des artistes participants, dont lui-même, en relation avec sa pièce Pédophilie, et aux accusations d'abus sexuels sur des femmes du cofondateur du festival, Benoît-Emmanuel Peltereau-Villeneuve, renvoyé de l'état clérical pour cette raison en 2022,. Le festival, qui devait aussi se tenir le 12 juin à La Rochelle, est également annulé par la municipalité.

### Médias
Depuis 2023, il dirige le Libre journal du théâtre sur Radio Courtoisie. Il est également critique de théâtre pour l’hebdomadaire Valeurs actuelles.

## Théâtre

### Auteur
- Les Derniers Hommes
- La Guerre du feu
- Interdit
- 1979 : Le Rachat
- 1980 : L'An Mil
- 1993 : La Lettre
- 2001 : Le Foulard et La Confiance
- 2002 : Baptême
- 2003 : Théâtre
- 2006 : Jeanne d'Arc, La Trahison, Oubangui-Chari, Subvention
- 2008 : Dom Juan, comédie-opérette
- 2008 : Homosexualité - prix de la meilleure œuvre originale du Festival parisien de théâtre gay et lesbien
- 2008 : La Tragédie de Gilles de Rais, préface de Robert Hossein, L'Harmattan, 2008
- 2009 : Négationnisme 1 : La Loi et Négationnisme 2 : La Grâce
- 2012 : Divorcer, Outreau
- 2013 : Clovis
- 2014 : Pédophilie ; Sensualité
- 2015 : Alzheimer
- 2016 : L'Amitié, Le Mariage, Le Tyran Juste
- 2017 : L'Enfer, Mahomet
- 2020 : Le Masque
- 2022 : La confession, éditions Métropolis, 2024
- 2022 : Pour en finir avec le féminisme, éditions Métropolis, 2024
- 2024 : Le tyran juste, roman tiré de la pièce éponyme, éditions Atlande, 2024

### Metteur en scène
Jean-Luc Jeener a plus de cent spectacles à son actif, parmi lesquels :
- 1979-1980 : La Belle Sarrasine, comédie-opérette, adaptation de Aucassin et Nicolette, compagnie de l'Élan, théâtre 13
- 1989 : Le maître de Santiago de Henry de Montherlant, Crypte Sainte Agnès
- 1990 : Bajazet de Racine, Crypte Sainte Agnès
- 1994 : Thomas More, de Jean Anouilh, Crypte Sainte Agnès
- 1997 : George Dandin de Molière, Théâtre du Nord Ouest
- 1998 : Un hiver indien de Jacques Tessier, Théâtre du Nord Ouest
- 1999 : L'École des femmes de Molière, Théâtre du Nord-Ouest
- 1999 : La Ville dont le prince est un enfant d'Henry de Montherlant, Théâtre du Nord-Ouest
- 1999 : Vendredi, jour de liberté de Hugo Claus, Théâtre du Nord-Ouest
- 1999 : Phèdre et Britannicus de Racine, théâtre du Nord-Ouest
- 2000 : Lorenzaccio et À quoi rêvent les jeunes filles ? d'Alfred de Musset, théâtre du Nord-Ouest
- 2001 : Les Caprices de Marianne d'Alfred de Musset, théâtre du Nord-Ouest
- 2001 : Stalker de Patrice Le Cadre, théâtre du Nord-Ouest
- 2001 : Oncle Vania de Anton Tchekhov, théâtre du Nord-Ouest
- 2001 : Les Émigrés de Sławomir Mrożek, théâtre du Nord-Ouest
- 2001 : Vous serez comme des dieux de Gustave Thibon, théâtre du Nord-Ouest
- 2001 : Polyeucte et Le Cid de Corneille, théâtre du Nord-Ouest
- 2002 : Horace de Pierre Corneille, théâtre du Nord-Ouest
- 2002 : Mahomet de Voltaire, théâtre du Nord-Ouest
- 2002 : Baptême de Jean-Luc Jeener, théâtre du Nord-Ouest
- 2002 : Ruy Blas et Torquemada de Victor Hugo, théâtre du Nord-Ouest
- 2003 : Le roi se meurt d'Eugène Ionesco, théâtre du Nord-Ouest
- 2003 : Antigone de Claude-Henri Rocquet, théâtre du Nord-Ouest
- 2003 : L'Otage et La Jeune Fille Violaine de Paul Claudel, théâtre du Nord-Ouest
- 2003 : Hamlet de William Shakespeare, théâtre du Nord-Ouest
- 2004 : On purge bébé et La Dame de chez Maxim de Georges Feydeau, théâtre du Nord-Ouest
- 2005 : La Mort d’Antigone de Claude-Henri Rocquet, théâtre du Nord-Ouest
- 2005 : Une mauvaise rencontre de Charles de Gaulle, théâtre du Nord-Ouest
- 2005 : Oubangui-Chari de Jean-Luc Jeener, théâtre du Nord-Ouest
- 2005 : Le Petit-Maître corrigé et Le Triomphe de l'amour de Marivaux, théâtre du Nord-Ouest
- 2005 : Le Mariage de Figaro de Beaumarchais, théâtre du Nord-Ouest
- 2006 : Le Mystère de la charité de Jeanne d'Arc de Charles Péguy, théâtre du Nord-Ouest
- 2006 : Procès de Jeanne, d'après les minutes du procès, théâtre du Nord-Ouest
- 2006 : La Reine morte et Port-Royal d'Henry de Montherlant, théâtre du Nord-Ouest
- 2007 : Troïlus et Cressida, Le Roi Lear, et Hamlet de William Shakespeare, théâtre du Nord-Ouest
- 2008 : L'École des maris, L'Avare, et Le Malade imaginaire de Molière
- 2008 : La Promesse du soir de Nicole Gros, théâtre du Nord-Ouest
- 2009 : Mademoiselle Julie, Père, Les Créanciers et Erik XIV d'August Strindberg, théâtre du Nord-Ouest et Le Mois Molière à Versailles
- 2010 : Négationnisme 1 : La Loi, et Négationnisme 2 : La Grâce, de Jean-Luc Jeener, théâtre du Nord-Ouest
- 2010 : Un chapeau de paille d'Italie d'Eugène Labiche, théâtre du Nord-Ouest et Le Mois Molière à Versailles
- 2012 : Caligula d'Albert Camus, théâtre du Nord-Ouest et Le Mois Molière à Versailles
- 2012 : La Folle de Chaillot de Jean Giraudoux, théâtre du Nord-Ouest
- 2013 : Outreau de Jean-Luc Jeener, théâtre du Nord-Ouest
- 2014 : Cinna de Corneille, théâtre du Nord-Ouest
- 2014 : Bérénice et Phèdre de Racine, théâtre du Nord-Ouest
- 2014 : Alzheimer de Jean-Luc Jeener, théâtre du Nord-Ouest
- 2015 : Iphigénie et Mithridate de Racine, théâtre du Nord-Ouest
- 2015 : Britannicus de Racine, théâtre du Nord-Ouest
- 2016 : Le Tyran Juste de Jean-Luc Jeener, théâtre du Nord-Ouest et Le Mois Molière à Versailles
- 2016 : L'Avare de Molière, théâtre du Nord-Ouest et Le Mois Molière à Versailles
- 2018 : Le Marchand de Venise de William Shakespeare, théâtre du Nord-Ouest
- 2019 : La Mouette d'Anton Tchekhov, théâtre du Nord-Ouest
- 2019 : Oncle Vania d'Anton Tchekhov, théâtre du Nord-Ouest
- 2019 : Othello et Hamlet de William Shakespeare, théâtre du Nord-Ouest
- 2020 : L’Avare de Molière, théâtre du Nord-Ouest
- 2021 : Titus Andronicus de William Shakespeare, théâtre du Nord-Ouest
- 2022 : Dom Juan de Molière, théâtre du Nord-Ouest
- 2023 : La confession de Jean-Luc Jeener, théâtre du Nord-Ouest et au Festival Théâtres de Bourbon
- 2023 : La Mégère apprivoisée de William Shakespeare, théâtre du Nord-Ouest
- 2024 : Port-Royal d’Henry de Montherlant, théâtre du Nord-Ouest

### Comédien
- 2003 : Théâtre de Jean-Luc Jeener, mise en scène Carlotta Clerici, théâtre du Nord-Ouest
- 2006 : Le Maître de Santiago de Henry de Montherlant, mise en scène Patrice Le Cadre, théâtre du Nord-Ouest
- 2008 : L'École des femmes de Molière, rôle d'Arnolphe, mise en scène Anne Coutureau, théâtre du Nord-Ouest
- 2011 : Les Mains sales de Jean-Paul Sartre, rôle de Hoederer, mise en scène Odile Mallet et Geneviève Brunet, théâtre du Nord-Ouest
- 2012 : L'Impromptu de Paris de Jean Giraudoux, mise en scène Odile Mallet et Geneviève Brunet, théâtre du Nord-Ouest
- 2013 : La Signature de Monique Lancel, mise en scène d’Édith Garraud, théâtre du Nord-Ouest
- 2013 : Les confessions du Diable de Stéphanie Le Bail, théâtre du Nord-Ouest
- 2014 : Le Maître de Santiago de Henry de Montherlant, mise en scène Patrice Le Cadre, théâtre du Nord-Ouest
- 2015 : L'École des femmes de Molière, rôle d'Arnolphe, mise en scène Anne Coutureau, théâtre du Nord-Ouest
- 2015-2020 : Le Maître de Santiago de Henry de Montherlant, mise en scène Patrice Le Cadre, théâtre du Nord-Ouest
- 2019 : L'Enfer de Jean-Luc Jeener, mise en scène Jean Tom, théâtre du Nord-Ouest
- 2020 : Le Roi Lear de William Shakespeare, rôle de Lear, mise en scène Patrice Lecadre, théâtre du Nord-Ouest
- 2022 : Le malade imaginaire de Molière mis en scène par Olivier Bruaux, rôle d'Argan le malade au Théâtre du Nord-Ouest et au Festival Théâtres de Bourbon
- 2022 : Les femmes savantes de Molière mis en scène par Pascal Guignard-Cordelier, rôle de Trissotin Théâtre du Nord-Ouest et au Festival Théâtres de Bourbon
- 2022 : L'École des femmes de Molière, rôle d'Arnolphe, mise en scène Marie Hasse, théâtre du Nord-Ouest
- 2022 : Le Roi Lear de William Shakespeare, rôle de Lear, mise en scène Patrice Lecadre, théâtre du Nord-Ouest et au Festival Théâtres de Bourbon

## Écrits

### Essais
- Pour un théâtre chrétien[15], Paris, éditions Pierre Téqui, 1997, 187 p. (ISBN 978-2-7403-0501-0 et 2-7403-0501-X, BNF 36702968)
- Pour en finir avec les intermittents du spectacle[15], Neuilly, éd. Atlande, coll. « Coup de gueule et engagement », 29 mars 2012, 123 p. (ISBN 978-2-35030-198-3, BNF 42641758)
- Sans miroir, la société est condamnée à mourir : pour un théâtre incarné, Montrouge, éd. Bayard, coll. « Christus. Spiritualité et politique », 2013, 136 p. (ISBN 978-2-227-48672-0, BNF 43633707)
- Pour en finir avec la langue de Shakespeare[15], Neuilly, éd. Atlande, coll. « Coup de gueule et engagement », 21 mars 2014, 160 p. (ISBN 978-2-35030-261-4, BNF 43813474)
- Pour en finir avec le christianisme ?[15], Neuilly, éd. Atlande, coll. « Coup de gueule et engagement », 7 décembre 2015, 175 p. (ISBN 978-2-35030-352-9)
- Pour en finir avec le théâtre ?[15], Neuilly, éd. Atlande, coll. « Coup de gueule et engagement », 15 mars 2017, 128 p. (ISBN 978-2-35030-420-5, BNF 45239309)
- Pour en finir avec la critique dramatique, Neuilly, éd. Atlande, coll. « Coup de gueule et engagement », 2018, 160 p. (ISBN 978-2-35030-488-5)
- Pour en finir avec la mort, Neuilly, éd. Atlande, coll. « Coup de gueule et engagement », 2019, 160 p. (ISBN 978-2-35030-557-8)
- Pour en finir avec la culture, éd. Atlande, 2022, 200 p.

### Théâtre
- Regard d'aujourd'hui, préface de Yasmina Reza, éditions Pierre Téqui, 2001  (ISBN 9782740308264) Comprend Le Carmel, La Confiance, Rwanda, Le Rachat, Père et Fils, Le Foulard, La Lettre…
- Le Souffle de l'esprit, préface de Francis Huster, éditions Pierre Téqui, 2002   (ISBN 9782740309612) Comprend Les Derniers Hommes, Baptême, Le Territoire, Dialogue à trois voix, Histoire de roi, Spartacus et Les Parfaits.
- Arius et autres pièces, préface de Laurent Terzieff, éditions Pierre Téqui, 2006  (ISBN 9782740312858) Comprend Arius, Oubangui-Chari, La Trahison, Subvention et Jeanne d'Arc.
- La Tragédie de Gilles de Rais, préface de Robert Hossein, éditions L'Harmattan, 2008
- Clovis, préface de Benoît Dugas, éditions Pierre Téqui, 2013  (ISBN 9782740317723)
- Théâtre - Tome 5, La Clôture et autres pièces, préface d'Emmanuel Dechartre, éditions Pierre Téqui, 2013  (ISBN 9782740317969)Comprend La Clôture, Outreau, "Divorcer" Le Combat, Négationnisme, Faust, le pacte, Homosexualité et Alice au pays des merveilles[16].